# Ted Shackelford
Ted Shackelford, właśc. Theodore Tillman Shackelford III (ur. 23 czerwca 1946 w Oklahoma City) – amerykański aktor telewizyjny.

## Życiorys

### Wczesne lata
Urodził się w Oklahoma City jako syn lekarza Paula Oldena i Mary Jane (z domu Kennedy) Shackelfordów.

### Kariera
W latach 1972-74 występował na scenie w Denver w stanie Kolorado w sztukach: Bus Stop Williama Inge, Hogan's Goat, Moje trzy aniołki (My Three Angels), Noc iguany Tennessee Williamsa, The Pleasure of His Company i Niedziela w Nowym Jorku Normana Krasnego. Grał także w spektaklach: Key Exchange w Santa Barbara (1972-74), Love Letters A.R. Gurneya (1975) i Morderstwo wśród przyjaciół (Murder Among Friends) jako Standby w nowojorskim Biltmore Theatre (1990).

### Życie prywatne
24 kwietnia 1976 poślubił Janis M. Leverenz, ale 6 sierpnia 1976 doszło do rozwodu. 5 października 1991 ożenił się z Annette Wolfe.

## Filmografia

### Filmy fabularne
- 1978: The Defection of Simas Kudirka (TV) jako Blain
- 1978: The Jordan Chance (TV) jako Brian Klosky
- 1979: Ebony, Ivory and Jade (TV) jako Barnes
- 1996: Słodka pokusa (Sweet Temptation, TV) jako Les Larson
- 1990: Statek miłości (The Love Boat: A Valentine Voyage, TV) jako Paul Royce
- 1991: Dziecko panny młodej (Baby of the Bride, TV) jako John Hix
- 1993: Pogoń za prawdą (Dying to Remember, TV) jako Mark Gage
- 1993: Matka panny młodej (Mother of the Bride, TV) jako John Hix
- 2000: Szkoła uwodzenia 2 (Cruel Intentions 2) jako szofer
- 2002: Ostatni lot (Panic) jako kapitan O’Kelly
- 2003: Cudowne psiaki (Miracle Dogs, TV) jako dr Ben Logan

### Seriale TV
- 1975-77: Inny świat (A Different World) jako Raymond 'Ray' Gordon
- 1977: Wonder Woman jako Pete Johnson
- 1977: Big Hawaii jako Moonstar
- 1978: The Fitzpatricks jako Magrover
- 1978: Wonder Woman jako Adam
- 1979: Prywatny detektyw Jim Rockford (The Rockford Files) jako Eric Genther
- 1979-91: Dallas jako Gary Ewing
- 1979-93: Knots Landing jako Gary Ewing
- 1980: Opera mydlana (Soap) jako R.C.
- 1984: Hotel jako Tom Webb
- 1987: Alfred Hitchcock przedstawia (Alfred Hitchcock Presents) jako Garret / Jason Cook
- 1987: Hotel jako Richard Anderson
- 1988: Strefa mroku (The Twilight Zone) jako Fr. Mark Cassidy
- 1989: Paradise, znaczy raj (Paradise) jako Preston McMillan
- 1989: Młodzi jeźdźcy (The Young Riders) jako Lucas Malone
- 1996: Savannah jako Charles Alexander
- 1996: Dotyk anioła (Touched by an Angel) jako Joel Redding
- 1998: Fatalny rewolwer (Dead Man´s Gun) jako dr Edgar Thurlow / Mesmerizer
- 1998: Cybill jako Bobbie Ray Weeks / Ed Joblansky
- 2000: Kancelaria adwokacka (The Practice) jako dr Stiles
- 2001: Spin City jako Barry Simmons
- 2004: Babski oddział (The Division) jako Ted Hillford
- 2005: Jordan w akcji (Crossing Jordan) jako Emmett Parker
- 2006-2015: Żar młodości (The Young and The Restless) jako Jeffrey Bardwell
- 2007: Seks, kasa i kłopoty (Dirty Sexy Money) jako dr Peter Delafield
- 2013: Dallas jako Gary Ewing